# Aureliano Bolognesi
Pour les articles homonymes, voir Bolognesi.
Aureliano Bolognesi (né le 15 novembre 1930 à Gênes en Ligurie et mort dans la même ville le 30 mars 2018) est un boxeur italien.

## Carrière
Aureliano Bolognesi devient champion olympique des poids légers aux Jeux d'Helsinki en 1952 après sa victoire en finale contre le Polonais Aleksy Antkiewicz. Bolognesi passe professionnel en 1954 mais malgré un palmarès de 17 victoires, 2 défaites et 2 matchs nuls, il ne remporte aucun titre.

## Parcours auxJeux olympiques
Jeux olympiques d'été de 1952 à Helsinki (poids légers) :
- Bat Bobby Bickle (États-Unis) 2-1
- Bat István Juhász (Hongrie) 2-1
- Bat Erkki Pakkanen (Finlande) 3-0
- Bat Aleksy Antkiewicz (Pologne) 2-1